# Рогинці (станція)
Роги́нці — проміжна залізнична станція 5-го класу Полтавської дирекції Південної залізниці на неелектрифікованій лінії Бахмач — Лохвиця між станціями Талалаївка (13 км) та Ромни (14 км). Розташована в селі Ріпки Роменського району Сумської області.

## Історія
Станція Рогинці відкрита 1914 року.

## Пасажирське сполучення
На станції Рогинці зупиняються приміські поїзди сполученням Бахмач — Ромодан / Ромни.